# Жупел (выставка)
Жупел —  вторая художественная выставка ростовского товарищества «Искусство или смерть», проведённая с 27 по 29 мая 1988 года в Ростове-на-Дону в Выставочном зале Ростовской организации Союза художников СССР на ул. Горького, 84.

## История
Рецензируя эту выставку, журналист ростовской молодёжной газеты «Комсомолец» С. Синеок позволили себе поиронизировать, отметив неоригинальность, на его взгляд, идеи Авдея Тер-Оганьяна, выставившего обыкновенный глиняный кирпич под названием «Керамика». Мол, знаем-знаем, ready-made, уже не интересно, вот если бы этот кирпич — да в писсуар Дюшана, тогда бы было хорошо. Тер-Оганьян отреагировал молниеносно, разместив в писсуаре на выставке «Провинциальный авангард» в Туалете на Газетном разочаровавший журналиста кирпич. Более того, Авдей Степанович указал авторство композиции — Сергей Синеок. Автор был приглашён на выставку «особо специальным билетом».
Выставка проработала всего три дня.

## Участники выставки
- Абрамов, Михаил Валерьевич
- Кисляков, Александр Владленович
- Константинов, Николай Александрович
- Кошляков, Валерий Николаевич
- Кулик, Сергей Александрович
- Немиров, Мирослав Маратович
- Палайчев, Юрий Андреевич
- Слепченко, Василий Рудольфович[2]
- Стуканов, Леонид Александрович[2]
- Тер-Оганьян, Авдей Степанович
- Тимофеев, Сергей Анатольевич
- Шабельников, Юрий Леонидович